# آلاتو لو بوینا
آلاتو لو بوینا یک کوه در جیبوتی است که در منطقه تاجوره واقع شده‌است. آلاتو لو بوینا ۱٬۲۸۱ متر بالاتر از سطح دریا واقع شده‌است.